# Cliniodes seriopunctalis
Cliniodes seriopunctalis là một loài bướm đêm trong họ Crambidae.